# 33353 Chattopadhyay
33353 Chattopadhyay este o planetă minoră (asteroid), cu un diametru de 1,929 km, din centura de asteroizi. A fost descoperită pe 15 decembrie 1998 la Experimental Test Site⁠(d) de Lincoln Near-Earth Asteroid Research. 
Obiectul prezintă o orbită caracterizată de o semiaxă mare de 2,3023976 UAi, o excentricitate de 0,07, o înclinație de 6,67122 ° în raport cu ecliptica.